# To You All
To You All ist das zweite Studioalbum der schweizerischen Hard-Rock-Band Krokus. Es enthält mit „Highway Song“ die erste Singleauskopplung der Band.

## Hintergrund
Das Studioalbum To You All, das bereits ein Jahr nach dem selbstbetitelten Debütalbum Krokus erschien und wiederum im Sinus Studio in Bern aufgenommen und von Peter J. Mac Taggart  produziert wurde, markierte einen ersten signifikanten Wendepunkt in der Bandhistorie von Krokus. Von der Urbesetzung blieben lediglich Chris von Rohr und Tommy Kiefer übrig. Komplettiert wurde die Band durch Gitarrist Fernando von Arb, Bassist Jürg Naegeli und Schlagzeuger Freddy Steady, die von der Band Montezuma dazustießen. Mit diesen fünf Musikern sollte Krokus bis zum Rauswurf von Tommy Kiefer das einzige Mal in ihrer langen Karriere ein über Jahre konstantes Line-up aufweisen – lediglich der spätere Frontmann Marc Storace fehlte noch. Jürg Naegeli gab zwar vor Metal Rendez-Vous den Bass an Chris von Rohr ab, sollte aber weiterhin ein enger Begleiter der Band sein. Stilistisch betrachtet tendierte To You All – das erste Album mit dem offiziellen und bis heute verwendeten Krokus-Schriftzug – bereits mehr in Richtung Hard Rock, jedoch waren auch noch die Progressive-Rock-Anleihen des Debüts zu hören. Mit der Single „Highway Song“, zu der das erste Video der Bandgeschichte gedreht wurde, markierte das Album für die Band den ersten kleinen Erfolg in der Schweiz.

## Titelliste
1. Highway Song (4:03) (Fernando von Arb/Chris von Rohr)
2. To You All (2:28) (von Arb/von Rohr)
3. Festival (5:12) (von Rohr)
4. Move It On (3:28) (von Rohr/Tommy Kiefer)
5. Mr. Greedy (3:24) (Kiefer)
6. Lonesome Rider (2:39) (von Arb/von Rohr)
7. Protection (3:10) (Kiefer)
8. Trying Hard (3:40) (Kiefer)
9. Don’t Stop Playing (3:10) (Kiefer)
10. Take It, Don’t Leave It (3:32) (Kiefer)

## Besetzung
Gesang, Keyboard, Percussion: Chris von Rohr
Leadgitarre: Tommy Kiefer
Rhythmusgitarre: Fernando von Arb
Bass: Jürg Naegeli
Schlagzeug: Freddy Steady

### Gastmusiker
Gesang („Take It, Don’t Leave It“), Gitarre („Move It On“): Chicken Fisher
Gesang: Peter Richard („Protection“, „Move It On“, „Mr. Greedy“)
Bass: Remo Spadino („Move It On“, „Mr. Greedy“, „Protection“, „Take It, Don’t Leave It“)
Keyboard: Michi Szabo („Take It, Don’t Leave It“)
Orgel: Ben Jeger („Trying Hard“)